# Alf Ramsey
Alfred Ernest Ramsey (Dagenham, 22 de enero de 1920-Ipswich, 28 de abril de 1999), más conocido como Alf Ramsey, fue un futbolista y entrenador británico, que dirigió a la selección de fútbol de Inglaterra entre 1963 y 1974.
En su etapa como futbolista destacó en las filas del Southampton F. C. y del Tottenham Hotspur, con el que ganó la Primera División inglesa en 1951. Fue también internacional con Inglaterra en 32 encuentros. Durante su etapa profesional fue un lateral derecho, especialista en jugadas a balón parado.
En 1955 se convirtió en el entrenador del Ipswich Town y durante ocho años fue responsable de la transformación de la entidad, que pasó de militar en Tercera División a ser campeón de Primera en el año 1961-62. Gracias a esa gesta, la Asociación de Fútbol le nombró seleccionador de Inglaterra en 1963, en sustitución de Walter Winterbottom.
Ramsey es el único entrenador que ha ganado la Copa Mundial de Fútbol con Inglaterra, en su edición de 1966. Durante once años se mantuvo como director técnico del combinado nacional, hasta que fue cesado por no conseguir la clasificación para el Mundial de 1974. Le sucedió en el cargo interinamente Joe Mercer, y posteriormente Don Revie, mánager del Leeds United.
Después de dos empleos puntuales en Birmingham City FC como entrenador y en el Panathinaikos como director deportivo, se retiró del fútbol en activo en 1980, aunque desempeñó colaboraciones puntuales como columnista del Daily Mirror.

## Trayectoria como jugador
Alf Ramsey nació en Dagenham (actual Barking y Dagenham) cuando el municipio aún no formaba parte del condado de Gran Londres. De joven destacó en equipos escolares de Essex y durante la Segunda Guerra Mundial formó parte del equipo de su regimiento militar, principalmente como delantero centro. En 1942 el Portsmouth F. C. le fichó para disputar la liga en tiempos de guerra y un año después recaló en el Southampton F. C. Fue ese último club quien le hizo su primer contrato profesional a partir de 1944.
Durante sus tres temporadas en el Southampton, por aquel entonces en Segunda División, el técnico Bill Dodgin reconvirtió su posición a la de lateral derecho. En diciembre de 1948 debutó con la selección de Inglaterra en un amistoso frente a Suiza. El punto de inflexión de su carrera llegó en la temporada 1949-50 con el traspaso al Tottenham Hotspur, que ese año logró su ascenso a Primera y en la campaña 1950-51 se proclamó campeón de liga por primera vez en su historia. Ramsey fue clave en el estilo de juego de «push and run» del técnico Arthur Rowe, y titular indiscutible junto a otros históricos como Bill Nicholson, Ted Ditchburn y Ron Burgess.
Las mayores cualidades de Ramsey eran su visión de juego y su posicionamiento sobre el campo, mientras que su punto débil era un ritmo lento. Era el especialista de los lanzamientos de penalti.
Ramsey formó parte de la selección nacional que disputó la Copa Mundial de Fútbol de 1950, la primera en la historia de Inglaterra, aunque su país no superó la fase de grupos. En 1953 fue internacional por última vez, y al final de la temporada 1954-55 confirmó su retirada profesional luego de seis temporadas en el Tottenham.

## Trayectoria como entrenador

### Ipswich Town
En agosto de 1955, poco después de colgar las botas, Ramsey aceptó el cargo de entrenador en el Ipswich Town F. C., por aquel entonces en el grupo sur de Tercera División. En su temporada de debut los de Suffolk quedaron terceros, y en la campaña 1956-57 consiguieron subir a la segunda categoría. Después de consolidarse durante las tres siguientes ediciones, con pequeños logros en la FA Cup, se consiguió otra hazaña en el año 1960-61 al finalizar campeones y certificar así el ascenso a Primera División, en tan solo seis años.
Aunque el Ipswich Town no tenía futbolistas de renombre en sus filas, Ramsey supo sacar partido de su plantilla con una férrea disciplina, buscando los jugadores que mejor se adaptaban a su estilo. También hizo tácticas que más tarde aplicó con Inglaterra, como la eliminación de los extremos para adoptar el sistema 4-4-2.
En la temporada 1961-62, ya en la máxima categoría, el Ipswich Town se proclamó campeón de Primera División contra todo pronóstico. Al año siguiente jugó la Copa de Europa, aunque no llegaron demasiado lejos: si bien derrotaron en la ronda preliminar al Floriana maltés (1:4 y 10:0), en octavos de final fueron eliminados por el A. C. Milan (3:0 y 2:1). 
Ramsey permaneció en este club ocho temporadas. En su último año consiguió que el equipo certificara la permanencia, antes de dedicarse a tiempo completo a la selección inglesa.

### Selección de Inglaterra

#### Copa Mundial de 1966
Alf Ramsey fue confirmado como seleccionador de Inglaterra el 25 de octubre de 1962 en sustitución del veterano Walter Winterbottom, aunque no asumió el cargo a tiempo completo hasta 1963. Por primera vez la Asociación de Fútbol dejó que el entrenador se encargara de las convocatorias, algo hasta entonces reservado a un comité especial. Además introdujo cambios como un nuevo equipo técnico, preparadores y un médico. Nada más asumir el cargo, Ramsey prometió que Inglaterra ganaría la Copa del Mundo de 1966 de la que eran anfitriones.
Durante sus primeros años destacó por un estilo estricto pero fiel a los futbolistas que convocaba, llegando incluso a defenderlos personalmente de las críticas de la prensa. Además confirmó la eliminación de los extremos y su reconversión en centrocampistas de amplio recorrido para usar el estilo 4-4-2, apodado por los aficionados como wingless wonders («maravillas sin alas»).
Para la Copa Mundial de Fútbol de 1966, su debut continental, contó con una de las mejores generaciones de futbolistas ingleses en su historia: Bobby y Jack Charlton, Jimmy Greaves, Geoff Hurst, Gordon Banks y Bobby Moore entre otros. Pese a todo, la prensa no daba a Inglaterra como favorita para ganar en su propia casa. En la primera fase se empató con Uruguay (0:0) y se venció a México y Francia (2:0), con tres delanteros sobre el campo y un sistema de 4-3-3. En los cuartos de final Ramsey pasó a un sistema más conservador de 4-4-2 sin extremos, centrado en destruir el juego del rival, con el que pudo eliminar a la Argentina de Antonio Rattín (1:0) en un duro choque y a la Portugal de Eusébio en semifinales (2:1).
Inglaterra se proclamó campeona mundial el 30 de julio de 1966 en Wembley (Londres) frente a Alemania Occidental. Al término del tiempo reglamentario el marcador estaba empatado 2:2, por lo que fue necesario una prórroga por primera vez. En ella Geoff Hurst marcó el 3:2 con un chut que chocó en el larguero y botó en la línea de gol. Aún no está claro si ese gol fantasma llegó a entrar o no, pero el juez de línea lo concedió y los alemanes se hundieron por completo. Hurst logró un hat trick en los instantes finales, el partido concluyó con 4:2 e Inglaterra levantó la primera (y a día de hoy, única) Copa del Mundo de su historia.
En enero de 1967, Alf Ramsey fue nombrado caballero de la Orden del Imperio Británico «por su contribución al fútbol».

#### Defensa del campeonato
El primer torneo disputado después del Mundial fue la Eurocopa 1968, en la que Inglaterra también llegó a la fase final en Italia. Sin embargo, fueron eliminados en semifinales por Yugoslavia (0:1) y debieron conformarse con el tercer puesto, superando a la Unión Soviética por 2:0.
En la Copa Mundial de México 1970 obtuvieron la clasificación directa como campeones del mundo. La convocatoria de Ramsey era muy similar a la que ganó en 1966, con algunas novedades como Allan Clarke y Peter Osgood. En la fase de grupos, los ingleses finalizaron en segundo lugar gracias a dos victorias contra Checoslovaquia (1:0) y Rumanía (1:0), a pesar de una derrota por el mismo marcador contra Brasil. Ese partido sería recordado después por la gran actuación del guardameta Gordon Banks frente a Pelé. Sin embargo, Inglaterra acabó eliminada por Alemania Occidental en cuartos de final. Aunque los británicos llegaron al descanso con una ventaja de dos goles, su rival consiguió remontar y el marcador final fue de 2:3. Tan criticada como la actuación del portero suplente Peter Bonetti fue la labor táctica de Alf Ramsey, al que se acusó de ser demasiado conservador y de jugar solo con dos delanteros, frente al estilo más vistoso de Brasil.
En la Eurocopa 1972 Ramsey se mantuvo fiel a su estilo pero no logró la clasificación. En la fase preliminar superó a Suiza, Grecia y Malta, y en cuartos de final fue derrotada de nuevo por Alemania.

#### Fin de ciclo
La etapa de Alf Ramsey con Inglaterra llegó a su fin cuando el equipo no se clasificó para la Copa Mundial de 1974. 
La selección de Inglaterra había sido encuadrada en un grupo de solo tres países con Polonia y Gales, con una sola plaza para el campeón. En el primer partido ganaron a los galeses en Cardiff por 0:1, pero cuando se repitió el encuentro en Londres, se produjo un empate (1:1). Después cayeron en Katowice ante los polacos por 2:0 (goles de Gadocha y Lubański), por lo que Inglaterra llegó a Wembley el 17 de octubre de 1973 con la obligación de ganar. Al final saltó la sorpresa: pese a que los locales lo intentaron por todos los medios, el guardameta Jan Tomaszewski tuvo una gran actuación y el marcador final fue de 1:1. Polonia se clasificaba para el Mundial e Inglaterra quedó eliminada por primera vez en su historia.
Alf Ramsey fue acusado por la prensa de presentar un estilo de juego obsoleto y de no enfrentar el relevo generacional respecto a la plantilla que ganó el Mundial ocho años atrás. Aunque se mantuvo al frente después de esa derrota, la Asociación de Fútbol ya estaba buscándole un sustituto y finalmente le despidió el 1 de mayo de 1974. Durante un mes el seleccionador temporal fue Joe Mercer, hasta que en junio se confirmó el fichaje de Don Revie, entrenador del Leeds United.
En los once años que ocupó el banquillo, sus estadísticas fueron 69 victorias, 27 empates y 17 derrotas en 113 partidos.

### Birmingham City y Panathinaikos

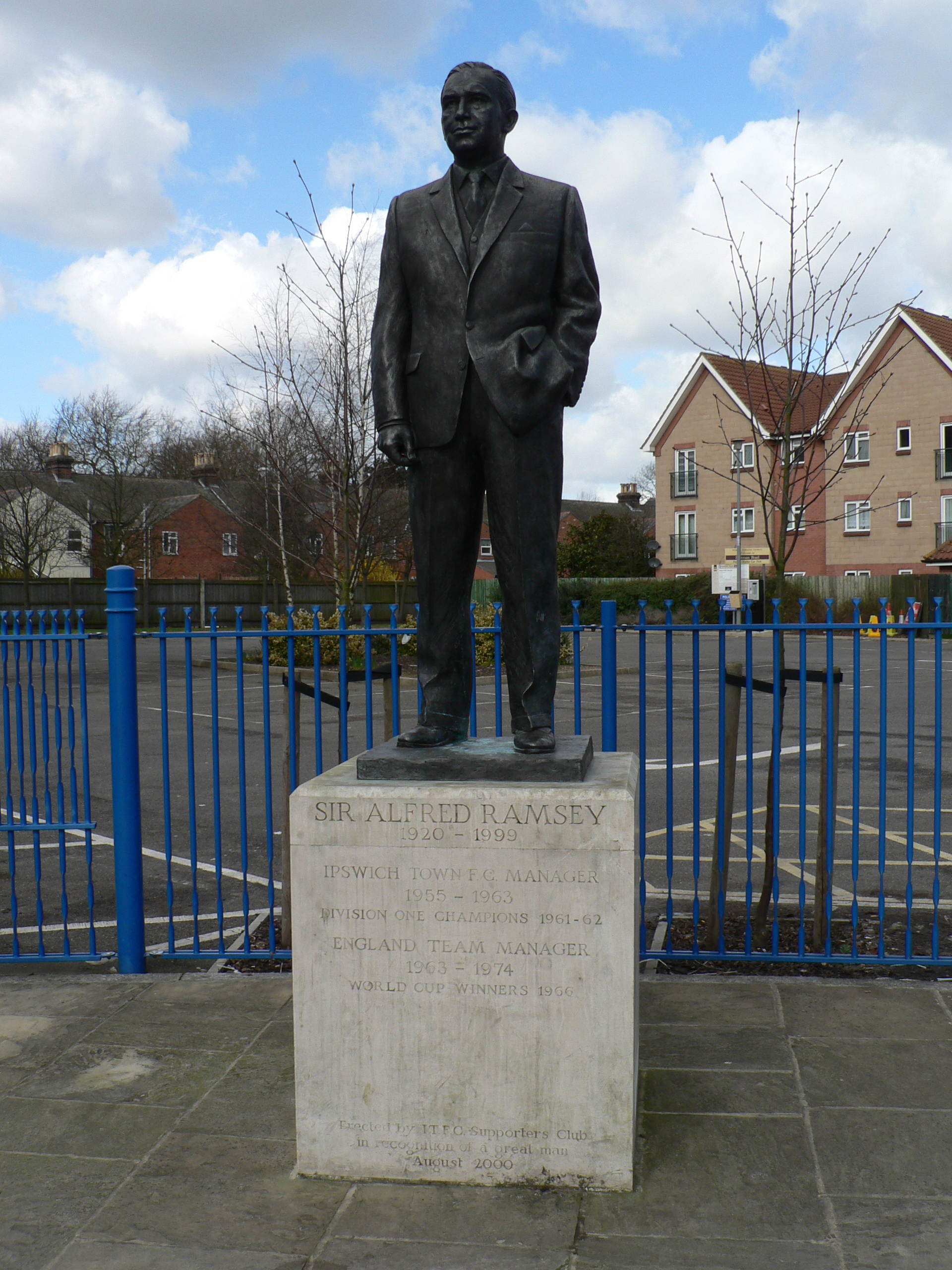
Estatua de Alf Ramsey en Ipswich

Al poco tiempo de dejar la selección de Inglaterra, Alf Ramsey aceptó un trabajo como director deportivo del Birmingham City F. C. Llegó a asumir el cargo de entrenador provisional durante seis meses, desde septiembre de 1977 hasta marzo de 1978.
En la temporada 1979-80 se marchó a Grecia para ser el director técnico del Panathinaikos Fútbol Club, entrenado primero por Lakis Petropoulos y después por Bruno Pesaola. Aunque había expectativas de ganar la liga, el equipo no pasó de la tercera posición y solo consiguió clasificarse para la Copa de la UEFA, por lo que fue cesado. Tras esa experiencia internacional, confirmó su retirada profesional.

## Últimos años
Cuando Ramsey se retiró en la década de 1980, se mantuvo durante un tiempo como figura de autoridad del deporte británico. Fue invitado a actos de la Asociación de Fútbol y en 1991 asistió a un homenaje con los campeones de la Copa Mundial de 1966, antes de la final de la FA Cup. En aquella época estableció su residencia en Ipswich y vivió de la pensión que recibía por sus años de trabajo.
En 1993 se comenzó a especular con los problemas de salud de Alf Ramsey cuando no asistió al funeral de Bobby Moore, uno de sus jugadores más queridos. Entonces su hija adoptiva le disculpó señalando que tenía muy mala memoria, pero los más cercanos al entrenador señalaron que sufría la enfermedad de Alzheimer y que la familia estaba asumiendo su tratamiento.
En junio de 1998 sufrió un infarto de miocardio del que pudo recuperarse, aunque poco después se le detectó un cáncer de próstata. Alf Ramsey falleció el 28 de abril de 1999 en una residencia de ancianos de Ipswich por un fallo multiorgánico.
La familia organizó un funeral privado en el cementerio de Ipswich, donde fue enterrado el 7 de mayo. A pesar de ello, el mundo del fútbol y los aficionados les dieron sus condolencias y rindieron sus propios homenajes. La tribuna sur del estadio Portman Road se renombró en su honor, y en el exterior se erigió una estatua. Y en 2002 fue una de las primeras personas que ingresó en el Salón de la Fama del fútbol inglés. Cuando su esposa Victoria Phyllis murió el 4 de marzo del 2018, fue enterrada a su lado.

## Clubes

### Como futbolista
| Club                      | País       | Año       |
| ------------------------- | ---------- | --------- |
| Southampton Football Club | Inglaterra | 1943-1949 |
| Tottenham Hotspur         | Inglaterra | 1949-1955 |

### Como entrenador
| Club                    | Año       | Partidos | Partidos | Partidos | Partidos |
| Club                    | Año       | J        | G        | E        | P        |
| ----------------------- | --------- | -------- | -------- | -------- | -------- |
| Ipswich Town            | 1955-1963 | 363      | 172      | 74       | 117      |
| Selección de Inglaterra | 1963-1974 | 113      | 69       | 27       | 17       |
| Birmingham City         | 1977-1978 | 29       | 11       | 4        | 14       |
| Total                   | Total     | 505      | 252      | 105      | 148      |

## Palmarés

### Como futbolista
| Título           | Club              | País       | Año     |
| ---------------- | ----------------- | ---------- | ------- |
| Primera División | Tottenham Hotspur | Inglaterra | 1950/51 |
| Charity Shield   | Tottenham Hotspur | Inglaterra | 1951    |

### Como entrenador

#### Campeonatos nacionales
| Título           | Club         | País       | Año     |
| ---------------- | ------------ | ---------- | ------- |
| Primera División | Ipswich Town | Inglaterra | 1961-62 |

#### Campeonatos internacionales
| Título                 | País       | Año  |
| ---------------------- | ---------- | ---- |
| Copa Mundial de Fútbol | Inglaterra | 1966 |